# 국경 없는 사랑 311
국경 없는 사랑 311(愛心無國界311燭光晚會)은 일본의 동일본 대지진을 기리기 위해 홍콩에서 열린 콘서트이다.

## 같이 보기
- Fight and Smile